# أنديرس هانسون (موسيقي)
أنديرس هانسون (بالسويدية: Anders Hansson)‏ هو موسيقي ومغني وكاتب أغاني سويدي، ولد في 20 أغسطس 1962.

## وصلات خارجية
- أنديرس هانسون على موقع ميوزك برينز (الإنجليزية)
- أنديرس هانسون على موقع ديسكوغز (الإنجليزية)